# John Heneage Jesse
John Heneage Jesse, född 1808, död den 7 juli 1874, var en engelsk historisk skriftställare. Han var son till den naturalhistoriske författaren Edward Jesse. 
Jesse var tjänsteman i amiralitetet och är mest bekant genom en serie populära person- och kulturhistoriska arbeten, till stor del av anekdotisk art. Särskilt behandlar de engelsk historia och hovliv under olika tider, från Rikard III till Georg III. Bäst anses Memoirs of the life and reign of king George III (3 band, 1866) vara. Jesse utgav även London, its celebrated characters and remarkable places (3 band, 1871) samt en biografisk samling Memoirs of celebrated etonians (2 band, 1875).